# Lino Rossi
Laudnir Lino Rossi, mais conhecido como Lino Rossi (Astorga, 8 de outubro de 1957 — Cuiabá, 31 de dezembro de 2021), foi um jornalista e político brasileiro.

## Biografia
Nasceu em 8 de outubro de 1957 em Astorga (Paraná), filho de Sebastião José Lino e Alaíde Rabelo Lino.
Foi locutor de rádio ainda em Astorga entre 1972 e 1974, quando se mudou para Ribeirão Preto (SP). Ali trabalhou na rádio Renascença, até 1976. Seguiu dali para a rádio A Voz de Catanduva, onde trabalhou até 1982. Mudou-se então para Goiânia e foi locutor da Rádio Brasil Central ali localizada até 1984, quando passou a trabalhar para a Rádio e TV Tropical de Porangatu (GO). Em 1987, já em Cuiabá (MT), tornou-se locutor e apresentador da Rádio e TV Gazeta.
Filiou-se ao Partido Democrático Trabalhista (PDT) nos anos de 1994 e 1995. Neste último ano, transferiu-se para o Partido da Social Democracia Brasileira (PSDB), por cuja legenda concorreu às eleições municipais de Cuiabá em 1996, elegendo-se vereador.
Em 1998, candidatou-se com sucesso ao cargo de deputado federal pelo Mato Grosso, na legenda do PSDB. Não teve o mesmo resultado, porém nas eleições de 2002, quando tentou a reeleição, tendo obtido apenas uma suplência. Assumiria o cargo novamente em 2004, ano em que se filiou, primeiro ao Partido Socialista Brasileiro (PSB) e, em seguida, ao Partido do Movimento Democrático Brasileiro (PMDB). Já no ano seguinte, mudaria novamente de partido, filiando-se ao Partido Progressista (PP).
Em 2006, seu nome foi envolvido nas investigações da Polícia Federal sobre o chamado caso da máfia dos sanguessugas: um esquema de compra de ambulâncias com valor superfaturado em até 120%, propiciado por emendas orçamentárias individuais de deputados federais. Foi acusado de aliciar colegas para o esquema. Mesmo negando as acusações, o deputado afirmou manter laços de amizade com a família Vedoin, proprietária da empresa Planam, articuladora do esquema de propinas.
Foi membro titular de comissões permanentes como as de Ciência e Tecnologia, Comunicação e Informática, Constituição e Justiça e Cidadania, Defesa do Consumidor e Meio Ambiente, entre outras.
Não se candidatou à reeleição em 2006, deixando a Câmara ao final do mandato, em janeiro de 2007.
No mesmo ano, o ex-deputado foi preso pela Polícia Federal sob a acusação de ter recebido propina da chamada máfia dos sanguessugas, mas logo em seguida passou a responder em liberdade, aguardando o desfecho da investigação. Em janeiro de 2013, foi novamente condenado a cerca de três anos e de reclusão domiciliar e pagamento de multa, desta vez pelo crime de sonegação.
Fez curso de jornalismo na Universidade de Ribeirão Preto (UNAERP) de 1999 a 2001, sem concluí-lo, contudo.
Casou-se com Querli Batistelo.

## Morte
Lino foi internado na madrugada do dia 31 de dezembro de 2021 para o tratamento de uma Síndrome Respiratória Aguda Grave, mas veio a falecer na noite do mesmo dia. Ele tinha 64 anos de idade.